# Moviment d'alliberament nacional
En un sentit molt ampli, moviment d'alliberament nacional és una manera de referir-se a qualsevol moviment independentista. En termes precisos, però, un moviment d'alliberament nacional és un moviment independentista orgànicament estructurat i compost per un seguit d'organitzacions sectorials (partits, organitzacions sindicals, grups juvenils, grups feministes, assemblees d'intel·lectuals, etc.) i que sorgeix en pobles o nacions no reconeguts pel poder oficial, però que en alguns casos havien disposat d'institucions polítiques pròpies en el passat. Més específicament, però, es tendeix a reservar el terme per a moviments independentistes, orgànicament estructurats, de signe predominantment esquerrà, sovint amb dominància marxista, i disposats a l'ús de la lluita armada per tal d'atènyer els seus objectius.
Les característiques dels moviments d'alliberament nacional clàssics, segons Jaume Renyer, són aquestes: 
- Els moviments d'alliberament nacional disposen d'una ideologia clarament d'esquerres amb connotacions marxistes-leninistes. Els grups independentistes començaran a associar la lluita independentista amb la lluita de classes, ja que consideren els burgesos autòctons com a aliats dels colonitzadors.
- Els moviments d'alliberament nacional tenen una concepció de lluita independentista entesa en un context de lluita anticolonial, és a dir, consideren el seu país colonitzat per una metròpoli, per un estat imperialista.
- Els moviments d'alliberament nacional justifiquen la utilització de la lluita armada per combatre els estats opressors, ja que l'entenen com a avantguardista. Així, la direcció del grup armat serà, també, qui dirigeixi el conjunt del moviment independentista.
Tots els moviments d'alliberament nacional -seguint el mateix autor- tindrien aquestes fases:
- La primera n'és l'anomenada fase de propaganda i agitació armada. Si aquesta aconsegueix un suport popular prou ampli i, alhora, genera un moviment polític que li doni suport, es passa a la segona fase.
- La segona fase consisteix a radicalitzar el tipus d'accions i l'estratègia. Si obté prou de suport, es passa a la tercera i última fase.
- La tercera fase consisteix a disputar una lluita armada, directa i sense pal·liatius, contra l'estat considerat opressor.
Els moviments d'alliberament nacional, en la seva forma clàssica, sorgiren al Tercer Món, en lluita contra potències obertament colonials; a partir dels anys seixanta es maldà per adoptar el model en nacions sense estat europees, com ara Euskadi i els Països Catalans.
L'exemple clàssic de moviment d'alliberament nacional va ser el Front d'Alliberament Nacional algerià, que aconseguí la independència davant la metròpoli francesa el 1962, després d'una lluita llarga i molt dura (Guerra d'Algèria, 1954-1962).
Un exemple actual dels moviments d'alliberament nacional és l'Exèrcit Zapatista d'Alliberament Nacional a Mèxic.